# President Roxas (Cotabato)
President Roxas ist eine philippinische Stadtgemeinde in der Provinz Cotabato. Sie hat 47.575 Einwohner (Zensus 1. August 2015).

## Baranggays
President Roxas ist politisch in 25 Baranggays unterteilt.
| - Alegria - Bato-bato - Del Carmen - F. Cajelo (New Maasin) - Idaoman - Ilustre - Kamarahan - Camasi - Kisupaan - La Esperanza - Labu-o - Lamalama - Lomonay | - New Cebu - Poblacion - Sagcungan - Salat - Sarayan - Tuael - Greenhill - Cabangbangan - Datu Indang - Datu Sandongan - Kimaruhing - Mabuhay |